# Niam-niampapegaai
De Niam-niampapegaai (Poicephalus crassus) is een vogel uit de familie Psittacidae (papegaaien van Afrika en de Nieuwe Wereld).

## Verspreiding en leefgebied
Deze soort komt voor van Kameroen en Tsjaad tot Zuid-Soedan en noordoostelijk Congo-Kinshasa.